# 圣若翰洗者主教座堂 (诺里奇)
诺里奇圣若翰洗者主教座堂（Cathedral Church of St John the Baptist）是罗马天主教主教座堂位于英格兰诺福克郡的诺里奇。 
该堂兴建于1882年到1910年，供奉圣若翰洗者，位于诺里奇市监狱的旧址，建堂资金由诺福克公爵提供。1976年天主教東安格利亞教區成立时祝圣为主教座堂。它是英格兰第二大天主教堂。
诺里奇市有两座主教座堂，另一座是属于英国圣公会的诺里奇座堂。